# لويس غارسيا بوستيغو
لويس غارسيا بوستيغو (بالإسبانية: Luis García Postigo) مواليد 1 يونيو 1969 في مدينة مكسيكو، هو لاعب كرة قدم مكسيكي دولي سابق كان يلعب كمهاجم. اعتزل اللعب عام 2001 مع بويبلا. سبق له أن لعب في كأس العالم لكرة القدم مع منتخب بلاده. بدأ مسيرته الرياضية عام 1985 مع نادي أونيفرسيداد ناسيونال. لعب خلال مسيرته 444 مباراة سجل خلالها 184 هدفاً.

## مسيرته الكروية
لعب لويس غارسيا بوستيغو خلال مسيرته الاحترافية مع 8 أندية في سبعة عشر موسمًا وسجل خلالها 165 هدف ضمن 394 مباراة. ولم يفز بأي موسم بالكأس وفاز في موسم واحد بالدوري.
خاض لويس غارسيا بوستيغو مسيرته مع نادي أونيفرسيداد ناسيونال في موسم 1986–87 ليلعب معه ستة مواسم، مشاركًا في 173 مباراة سجل خلالها 69 هدفًا. ثم انتقل إلى نادي أتلتيكو مدريد في موسم 1992–93 ولمدة موسمين، حيث شارك في 58 مباراة سجل خلالها 28 هدفًا. لينتقل بعدها إلى نادي أمريكا في موسم 1994–95 واستمر معه طيلة ثلاثة مواسم، مشاركًا في 66 مباراة سجل خلالها 33 هدفًا. ثم انتقل إلى نادي أتلانتي إف سي في موسم 1997–98 لمدة موسم واحد، مشاركًا في 25 مباراة سجل خلالها 13 هدفًا. هذا وانتقل لاحقًا إلى نادي غوادالاخارا في موسم 1998–99 ولمدة موسمين، مشاركًا في 46 مباراة سجل خلالها 15 هدفًا. ثم انتقل بعدها إلى نادي موريليا الرياضي في موسم 1999–00 لمدة موسم واحد، مشاركًا في 15 مباراة سجل خلالها 7 أهداف. ليعود وينتقل من جديد، لكن هذه المرة إلى نادي بويبلا في موسم 2000–01 لمدة موسم واحد، مشاركًا في مباراة ولم يسجل أي هدف.

## روابط خارجية
- لويس غارسيا بوستيغو على موقع IMDb (الإنجليزية)
- لويس غارسيا بوستيغو على موقع قاعدة بيانات الفيلم (الإنجليزية)
- لويس غارسيا بوستيغو على موقع قاعدة بيانات كرة القدم.إي يو (الإنجليزية)
- لويس غارسيا بوستيغو على موقع ناشيونال فوتبول تيمز (الإنجليزية)
- لويس غارسيا بوستيغو على موقع Soccerway.com (الإنجليزية)
- لويس غارسيا بوستيغو على موقع أوليمبيديا (الإنجليزية)